# Life on a Plate
Life on a Plate is het tweede studioalbum van de Zweedse punkband Millencolin. Het album is op 26 maart 1996 ook in de Verenigde Staten uitgegeven, onder het platenlabel Epitaph Records. In 1995 kreeg het album de titel 'beste albumcover van het jaar', uitgereikt door het tijdschrift Slitz. In 2002 kreeg het een 'gouden album'-status, omdat er 50.000 exemplaren verkocht waren in Zweden.

## Nummers
1. "Bullion" - 1:59
2. "Olympic" - 2:56
3. "Move Your Car" - 2:06
4. "Killercrush" - 2:27
5. "Friends 'Til the End" - 2:31
6. "Story of My Life" - 2:32
7. "Jellygoose" - 2:34
8. "Replay" - 2:16
9. "Vulcan Ears" - 2:05
10. "Dr. Jackal & Mr. Hide" - 2:24
11. "Softworld" - 2:56
12. "Buzzer" - 2:21
13. "Ace Frehley" - 0:05
14. "Airhead" - 2:54

Nikola Šarčević · Mathias Färm · Fredrik Larzon · Erik Ohlsson
Albums en ep's: Use Your Nose · Skauch · Same Old Tunes · Life on a Plate · For Monkeys · Hi-8 Adventures Soundtrack · The Melancholy Collection · Pennybridge Pioneers · No Cigar · Millencolin/Midtown Split · Home from Home · Kingwood · Machine 15 · The Melancholy Connection · True Brew · SOS
Video's en dvd's: Millencolin and the Hi-8 Adventures